# Regola del 90-90
Nella programmazione informatica e nell'ingegneria del software, la regola del 90-90 è un aforisma umoristico che afferma:
(Tom Cargill, Bell Labs)
La somma del tempo di sviluppo, pari al 180%, è un'allusione ironica al frequente e significativo allungamento dei tempi di realizzazione dei progetti di sviluppo software rispetto ai programmi iniziali. L'aneddoto richiama sia l'allocazione approssimativa del tempo per le componenti facili e difficili di un'attività di programmazione, sia la causa del ritardo di molti progetti, ovvero la loro incapacità di anticipare le (spesso imprevedibili) complessità. In sintesi, per completare un progetto spesso sono necessari più tempo e più programmazione del previsto.
La regola è attribuita a Tom Cargill dei Bell Labs ed è stata resa popolare dall'articolo "Programming Pearls", pubblicato da Jon Bentley nel settembre 1985 in Communications of the ACM, in cui era chiamata "Rule of Credibility" (in italiano, regola della credibilità).
In alcuni progetti agili, questa regola emerge anche quando un'attività viene descritta come "svolta relativamente". Ciò indica uno scenario comune in cui il lavoro pianificato è completato, ma non può essere considerato effettivamente finito, in attesa di un'unica attività finale che potrebbe non verificarsi per un periodo di tempo considerevole.